# Нинов, Кирил
Кирил Нинов (род. 8 октября 1968) — болгарский шахматист, международный мастер (1987).
В составе сборной Болгарии участник 9-го командного чемпионата Европы (1989) в Хайфе.